# Soupisky hokejových reprezentací na MS 2009
Mistrovství světa v ledním hokeji 2009 se zúčastnilo celkově 396 hráčů v 16 národních týmech.

## Medailisté

### Soupiska ruského týmu
- Trenéři Vjačeslav Bykov, Igor Zacharkin

| Brankáři | Alexandr Jerjomenko  | Salavat Julajev Ufa    |
|          | Ilja Bryzgalov       | Phoenix Coyotes        |
|          | Vasilij Košečkin     | HK Lada Toljatti       |
| Obránci  | Vitalij Proškin      | Salavat Julajev Ufa    |
|          | Oleg Tverdovskij (A) | Salavat Julajev Ufa    |
|          | Ilja Nikulin         | Ak Bars Kazaň          |
|          | Vitalij Aťušov       | Metallurg Magnitogorsk |
|          | Vitalij Višněvskij   | Lokomotiv Jaroslavl    |
|          | Dmitrij Kalinin      | Phoenix Coyotes        |
|          | Anton Volčenkov      | Ottawa Senators        |
|          | Denis Grebeškov      | Edmonton Oilers        |
|          | Konstantin Kornějev  | CSKA Moskva            |
| Útočníci | Alexandr Pěrežogin   | Salavat Julajev Ufa    |
|          | Alexandr Radulov     | Salavat Julajev Ufa    |
|          | Alexej Těreščenko    | Salavat Julajev Ufa    |
|          | Alexej Morozov –     | Ak Bars Kazaň          |
|          | Danis Zaripov        | Ak Bars Kazaň          |
|          | Oleg Saprykin        | CSKA Moskva            |
|          | Nikolaj Žerděv       | New York Rangers       |
|          | Konstantin Gorovikov | SKA Petrohrad          |
|          | Anton Kurjanov       | Avangard Omsk          |
|          | Ilja Kovalčuk (A)    | Atlanta Thrashers      |
|          | Alexandr Frolov      | Los Angeles Kings      |
|          | Sergej Zinoviev      | HK Dynamo Moskva       |
|          | Sergej Mozjakin      | Atlant Mytišči         |

### Soupiska kanadského týmu
- Trenéři Lindy Ruff, Barry Trotz, Dave Tippett

| Brankáři | Josh Harding        | Minnesota Wild      |
|          | Dwayne Roloson      | Edmonton Oilers     |
|          | Chris Mason         | St. Louis Blues     |
| Obránci  | Drew Doughty        | Los Angeles Kings   |
|          | Dan Hamhuis         | Nashville Predators |
|          | Chris Phillips      | Ottawa Senators     |
|          | Luke Schenn         | Toronto Maple Leafs |
|          | Shea Weber (A)      | Nashville Predators |
|          | Ian White           | Toronto Maple Leafs |
|          | Joel Kwiatkowski    | Severstal Čerepovec |
|          | Marc-Edouard Vlasic | San Jose Sharks     |
|          | Braydon Coburn      | Philadelphia Flyers |
| Útočníci | Mike Fisher         | Ottawa Senators     |
|          | Dany Heatley (A)    | Ottawa Senators     |
|          | Jason Spezza        | Ottawa Senators     |
|          | Shane Doan –        | Phoenix Coyotes     |
|          | Matthew Lombardi    | Phoenix Coyotes     |
|          | Scottie Upshall     | Phoenix Coyotes     |
|          | Martin St. Louis    | Tampa Bay Lightning |
|          | Steven Stamkos      | Tampa Bay Lightning |
|          | Colby Armstrong     | Atlanta Thrashers   |
|          | Shawn Horcoff       | Edmonton Oilers     |
|          | James Neal          | Dallas Stars        |
|          | Derek Roy           | Buffalo Sabres      |
|          | Travis Zajac        | New Jersey Devils   |

### Soupiska švédského týmu
- Trenéři Bengt-Ake Gustafsson, Roger Ronnberg, Anders Eldebrink

| Brankáři | Stefan Liv        | HV71                  |
|          | Johan Holmqvist   | Frölunda HC           |
|          | Jonas Gustavsson  | Färjestad BK          |
| Obránci  | Tobias Enström    | Atlanta Thrashers     |
|          | Kenny Jönsson –   | Rögle BK              |
|          | Dick Tärnström    | AIK Stockholm         |
|          | Johan Akerman     | Lokomotiv Jaroslavl   |
|          | Magnus Johansson  | Atlant Mytišči        |
|          | Niklas Grossman   | Dallas Stars          |
|          | Johnny Oduya      | New Jersey Devils     |
|          | Carl Gunnarsson   | Linköpings HC         |
|          | Anton Strålman    | Toronto Maple Leafs   |
| Útočníci | Linus Omark       | Luleå HF              |
|          | Johan Harju       | Luleå HF              |
|          | Patrik Berglund   | St. Louis Blues       |
|          | Kristian Huselius | Columbus Blue Jackets |
|          | Joel Lundqvist    | Dallas Stars          |
|          | Loui Eriksson     | Dallas Stars          |
|          | Martin Thörnberg  | HV71                  |
|          | Rickard Wallin    | Färjestad BK          |
|          | Johan Andersson   | Timrå IK              |
|          | Niklas Persson    | Linköpings HC         |
|          | Tony Martensson   | Ak Bars Kazaň         |
|          | Marcus Nilson     | Lokomotiv Jaroslavl   |
|          | Mattias Weinhandl | HK Dynamo Moskva      |

### Soupiska amerického týmu
Trenéři Ron Wilson, Scott Gordon
| Brankáři | Robert Esche        | SKA Petrohrad         |
|          | Al Montoya          | Phoenix Coyotes       |
|          | Scott Clemmensen    | New Jersey Devils     |
| Obránci  | Keith Ballard       | Florida Panthers      |
|          | Zach Bogosian       | Atlanta Thrashers     |
|          | Ron Hainsey         | Atlanta Thrashers     |
|          | Jack Johnson        | Los Angeles Kings     |
|          | Matt Niskanen       | Dallas Stars          |
|          | Ryan Suter          | Nashville Predators   |
|          | John-Michael Liles  | Colorado Avalanche    |
|          | Peter Harrold       | Los Angeles Kings     |
| Útočníci | Jason Blake         | Toronto Maple Leafs   |
|          | Lee Stempniak       | Toronto Maple Leafs   |
|          | Dustin Brown –      | Los Angeles Kings     |
|          | Joe Pavelski        | San Jose Sharks       |
|          | Nick Foligno        | Ottawa Senators       |
|          | Ryan Shannon        | Ottawa Senators       |
|          | Kyle Okposo         | New York Islanders    |
|          | Patrick O’Sullivan  | Edmonton Oilers       |
|          | Drew Stafford       | Buffalo Sabres        |
|          | Colin Stuart        | Atlanta Thrashers     |
|          | Colin Wilson        | Boston University/HEA |
|          | David Backes        | St. Louis Blues       |
|          | T. J. Oshie         | St. Louis Blues       |
|          | Christopher Higgins | Montreal Canadiens    |

### Soupiska finského týmu
Trenéři Jukka Jalonen, Timo Lehkonen, Risto Dufva
| Brankáři | Karri Rämö         | Tampa Bay Lightning |
|          | Pekka Rinne        | Nashville Predators |
|          | Juuso Riksman      | Jokerit             |
| Obránci  | Lasse Kukkonen     | Philadelphia Flyers |
|          | Topi Jaakola       | Södertälje SK       |
|          | Mikko Lehtonen     | Timrå IK            |
|          | Petteri Nummelin   | HC Lugano           |
|          | Janne Niinimaa     | HC Lugano           |
|          | Ville Koistinen    | Nashville Predators |
|          | Anssi Salmela      | Atlanta Thrashers   |
|          | Janne Niskala      | Frölunda HC         |
| Útočníci | Juha-Pekka Hytönen | JYP Jyväskylä       |
|          | Jarkko Immonen     | JYP Jyväskylä       |
|          | Tuomas Pihlman     | JYP Jyväskylä       |
|          | Kalle Kerman       | Jokerit             |
|          | Sami Kapanen –     | KalPa               |
|          | Niko Kapanen       | Ak Bars Kazaň       |
|          | Hannes Hyvönen     | HK Dinamo Minsk     |
|          | Tommi Santala      | EHC Kloten          |
|          | Mika Pyörälä       | Timrå IK            |
|          | Niklas Hagman      | Toronto Maple Leafs |
|          | Antti Miettinen    | Minnesota Wild      |
|          | Jarkko Ruutu       | Ottawa Senators     |
|          | Leo Komarov        | Pelicans            |
|          | Ville Vahalahti    | TPS Turku           |

### Soupiska českého týmu
Trenéři Vladimír Růžička, Josef Jandač, Ondřej Weissmann
| Brankáři | Lukáš Mensator   | HC Energie Karlovy Vary |
|          | Martin Prusek    | Dinamo Riga             |
|          | Jakub Štěpánek   | HC Vítkovice            |
| Obránci  | Michal Barinka   | HC Vítkovice            |
|          | Miroslav Blaťák  | Salavat Julajev Ufa     |
|          | Petr Čáslava     | HC Moeller Pardubice    |
|          | Ondřej Němec     | HC Energie Karlovy Vary |
|          | Karel Rachůnek   | HK Dynamo Moskva        |
|          | Marek Židlický – | Minnesota Wild          |
|          | Roman Polák      | St. Louis Blues         |
| Útočníci | Petr Čajánek     | HK Dynamo Moskva        |
|          | Roman Červenka   | HC Slavia Praha         |
|          | Aleš Hemský      | Edmonton Oilers         |
|          | Jaroslav Hlinka  | Linköpings HC           |
|          | Zbyněk Irgl      | Lokomotiv Jaroslavl     |
|          | Jaromír Jágr     | Avangard Omsk           |
|          | Jakub Klepiš     | Avangard Omsk           |
|          | Aleš Kotalík     | Edmonton Oilers         |
|          | Patrik Eliáš     | New Jersey Devils       |
|          | Jan Marek        | Metallurg Magnitogorsk  |
|          | Rostislav Olesz  | Florida Panthers        |
|          | Tomáš Rolinek    | Metallurg Magnitogorsk  |
|          | Josef Vašíček    | Lokomotiv Jaroslavl     |
|          | Tomáš Plekanec   | Montreal Canadiens      |
|          | Milan Michálek   | San Jose Sharks         |

### Soupiska lotyšského týmu
Trenéři Oļegs Znaroks, Harijs Vitolins, Mihails Vasilonoks
| Brankáři | Dmitrijs Zabotinskis  | HK Liepājas Metalurgs      |
|          | Sergejs Naumovs       | Dinamo Riga                |
|          | Edgars Masaļskis      | EV Duisburg                |
| Obránci  | Rodrigo Lavins        | Dinamo Riga                |
|          | Kārlis Skrastiņš –    | Florida Panthers           |
|          | Kristaps Sotnieks     | Dinamo Riga                |
|          | Guntis Galvinš        | Dinamo Riga                |
|          | Aleksandrs Jerofejevs | CHK Neftěchimik Nižněkamsk |
|          | Georgijs Pujacs       | Dinamo Riga                |
|          | Olegs Sorokins        | Dinamo Riga                |
|          | Krisjanis Redlihs     | Dinamo Riga                |
| Útočníci | Janis Sprukts         | Florida Panthers           |
|          | Martins Karsums       | Tampa Bay Lightning        |
|          | Lauris Darzins        | Dinamo Riga                |
|          | Herberts Vasiljevs    | Krefeld Pinguine           |
|          | Guntis Dzerins        | MHC Martin                 |
|          | Aleksandrs Nizivijs   | Dinamo Riga                |
|          | Miķelis Rēdlihs       | Dinamo Riga                |
|          | Armands Berzins       | Dinamo Riga                |
|          | Roberts Jekimovs      | Brynäs IF                  |
|          | Aigars Cipruss        | Dinamo Riga                |
|          | Martins Cipulis       | Dinamo Riga                |
|          | Girts Ankipans        | Dinamo Riga                |

### Soupiska běloruského týmu
Trenéři Glen Hanlon, David Lewis, Eduard Zankovets, Vladimir Cyplakov
| Brankáři | Vitalej Koval              | HK Dinamo Minsk        |
|          | Andrèj Mezin               | Metallurg Magnitogorsk |
|          | Igor Brikun                | HK Homel               |
| Obránci  | Ivan Usenko                | HK Homel               |
|          | Alexander Makritskij       | HK Dinamo Minsk        |
|          | Alexander Radinskij        | Junosť Minsk           |
|          | Vladimir Denisov           | Hartford Wolf Pack     |
|          | Ruslan Salej               | Colorado Avalanche     |
|          | Andrej Bashko              | Amur Chabarovsk        |
|          | Viktor Kostučenko          | Amur Chabarovsk        |
|          | Andrej Antonov             | HK Dinamo Minsk        |
|          | Dmitrej Korobov            | HK Dinamo Minsk        |
| Útočníci | Andrej Mikalev             | HK Dinamo Minsk        |
|          | Oleg Antoněnko             | HK MVD Balašicha       |
|          | Alexander Kulakov          | HK Dinamo Minsk        |
|          | Evžen Kovyršin             | Keramin Minsk          |
|          | Michal Štefanovič          | Quebec Remparts        |
|          | Alexej Ugarov              | HK MVD Balašicha       |
|          | Dmitrij Viktorovič Meleško | HK Dinamo Minsk        |
|          | Andrej Stas                | HK Dinamo Minsk        |
|          | Konstantin Koltsov –       | Salavat Julajev Ufa    |
|          | Sergej Děmagin             | HK Dinamo Minsk        |
|          | Jaroslav Čupris            | HK Dinamo Minsk        |
|          | Alexej Kalužněj            | HK Dynamo Moskva       |
|          | Michail Grabovskij         | Toronto Maple Leafs    |

### Soupiska švýcarského týmu
Trenéři Ralph Krueger, Jakob Kölliker, Peter Lee
| Brankáři | Martin Gerber         | Toronto Maple Leafs |
|          | Ronnie Rueger         | EHC Kloten          |
| Obránci  | Severin Blindenbacher | ZSC Lions           |
|          | Mark Streit –         | New York Islanders  |
|          | Felicien Du Bois      | EHC Kloten          |
|          | Mathias Seger         | ZSC Lions           |
|          | Philippe Furrer       | SC Bern             |
|          | Goran Bezina          | Ženeva-Servette HC  |
|          | Roman Josi            | SC Bern             |
| Útočníci | Andres Ambühl         | HC Davos            |
|          | Roman Wick            | EHC Kloten          |
|          | Thomas Deruns         | Ženeva-Servette HC  |
|          | Thierry Paterlini     | HC Lugano           |
|          | Martin Plüss          | SC Bern             |
|          | Ivo Ruthemann         | SC Bern             |
|          | Sandy Jeannin         | Fribourg-Gottéron   |
|          | Thomas Ziegler        | SC Bern             |
|          | Raffaele Sannitz      | HC Lugano           |
|          | Ryan Gardner          | ZSC Lions           |
|          | Romano Lemm           | HC Lugano           |
|          | Julien Sprunger       | Fribourg-Gottéron   |
|          | Kevin Romy            | HC Lugano           |

### Soupiska slovenského týmu
Trenéři Ján Filc, František Hossa, Ľubomír Pokovič
| Brankáři | Rastislav Staňa       | Severstal Čerepovec    |
|          | Ján Lašák             | HC Moeller Pardubice   |
|          | Jaroslav Halák        | Montreal Canadiens     |
| Obránci  | Ivan Baranka          | HK Spartak Moskva      |
|          | Jaroslav Obšut        | Luleå HF               |
|          | René Vydarený         | HC České Budějovice    |
|          | Peter Smrek           | HC Lasselsberger Plzeň |
|          | Dominik Graňák        | Färjestad BK           |
|          | Andrej Sekera         | Buffalo Sabres         |
|          | Boris Valábik         | Atlanta Thrashers      |
|          | Ivan Švarný           | HC Litvínov            |
| Útočníci | Branko Radivojevič    | HK Spartak Moskva      |
|          | Štefan Ružička        | HK Spartak Moskva      |
|          | Juraj Mikúš           | HK 36 Skalica          |
|          | Milan Bartovič        | Bílí Tygři Liberec     |
|          | Marcel Hossa          | Dinamo Riga            |
|          | Ladislav Nagy         | Severstal Čerepovec    |
|          | Rastislav Pavlikovský | HK Sibir Novosibirsk   |
|          | Juraj Štefanka        | HC Vítkovice           |
|          | Ľuboš Bartečko –      | Luleå HF               |
|          | Tomáš Surový          | Linköpings HC          |
|          | Jiří Bicek            | EHC Biel               |
|          | Peter Ölvecký         | Minnesota Wild         |
|          | Michal Handzuš        | Los Angeles Kings      |
|          | Michal Macho          | HC Martin              |